# 中華人民共和国物権法
中華人民共和国物権法（ちゅうかじんみんきょうわこくぶっけんほう）とは、中華人民共和国における不動産と動産（両者を「物」と総称する）の占有、使用、収益、処分にかかわる法規則を定め、実質民法の一部を構成する基本的法律である。2007年3月16日に第10期全国人民代表大会第5回会議において採択、公布され、2007年に10月1日より施行された（本法附則；第247条）。なお中国語原文表記は、「中华人民共和国物权法」である。

## 概要
本法は、5つの編、計19章、全247条からなる。
第1編「総則（总则）」
　第1章「基本原則」（第1条から第8条）
　第2章「物権の設定、変更、譲渡及び消滅（物权的设立、变更、转让和消灭）」
 　　第1節「不動産登記（不动产登记）」（第9条から第22条）
 　　第2節「動産の引渡し（动产交付）」（第23条から第27条）
　　第3節「その他の規定（其他规定）」（第28条から第31条）
　第3章「物権の保護（物权的保护）」（第28条から第31条）
第2編「所有権（所有权）」
　第4章「一般規定（一般规定）」
　第5章「国家所有権及び集団所有権、私人所有権（国家所有权和集体所有权、私人所有权）」（第45条から第69条）
　第6章「建物所有者の建物区分所有権（业主的建筑物区分所有权）」（第70条から第83条）
　第7章「相隣関係（相邻关系）」（第84条から第92条）
　第8章「共有（共有）」（第93条から第105条）
　第9章「所有権取得の特別規程（所有权取得的特别规定）」（第106条から第116条）
第3編「用益物権（用益物权）」
　第10章「一般規定（一般规定）」（第117条から第123条）
　第11条「土地請負経営権（土地承包经营权）」（第124条から第134条）
　第12章「建設用地使用権（建设用地使用权）」（第135条から第151条）
　第13章「宅地使用権（宅基地使用权）」（第152条から第155条）
　第14章「地役権」（第156条から第169条）
第4編「担保物権（担保物权）」
　第15章「一般規定（一般规定）」（第170条から第178条）
　第16章「抵当権（抵押权）」
 　　第1節「一般抵当権（一般抵押权）」（第179条から第207条）
 　　第2節「最高額抵当権（最高额抵押权）」
　第17章「質権（质权）」
 　　第1節「動産質権（动产质权）」（第208条から第222条）
 　　第2節「権利質権（权利质权）」（第223条から第229条）
　第18章「留置権（留置权）」（第230条から第240条）
第5篇「占有（占有）」
　第19章「占有（占有）」（第241条から第245条）

## 沿革
物権法制定以前は、社会主義法（旧ソ連法）の影響、すなわち所有と利用の主体は常に一致しており、それゆえ用益物権を観念する必要はないという考えから、そもそも物権という概念自体否定されてきた。中国における法学学界においても、物権概念を認めるか、物権と債権の峻別が必要かどうかについても見解は帰一されていなかった。とはいえ、物権法制定以前の個別の立法、例えば農村土地請負法等で、物権概念を事実上認める規定があった。2005年7月に物権法の草案が公表された後、社会一般からの意見聴取が行われ、一般市民から手紙や電子メールなどで1万件以上の意見が寄せられるなどの大きな反響を呼んだ。パブリック・コメントと言われる手法であり、本物権法の制定がとくに「民主的」に進められ、立法の透明性を高めたと喧伝されるゆえんでもある。しかし、この意見聴取が思わぬアクシデントを引き起こす。北京大学法学院教授の鞏献田が、物権法草案は社会主義公有制を崩壊に導くもので憲法に違反するとの反対意見を全国人代常務委員会宛に公開書簡を送り、インターネット上にもこれを公表した。これがきっかけとなり、物権法草案が憲法違反かどうかの大論争が巻き起こった。鞏教授は、草案は私有財産制の保護を革新としており、これは憲法が規定する社会主義の公共財不可侵という社会主義の最も本質的な特徴を侵犯するものであり、社会主義の規定にほかならず、草案の採択は、一層の私有化、貧富の格差の拡大をもたらすと主張した。この鞏教授の主張は、原理的な社会主義理念に忠実な典型的な保守派の主張ではあったが、進行する貧富の格差の拡大を背景に学界や官界からも賛同者が少なからず出た。こうして物権法制定作業はにわかに体制選択に直結するイデオロギー論争に巻き込まれ、全国人大での審議が約1年間中断した。しかし、同年の全国人民代表大会で物権法は2006年度の立法計画のトップに組み込まれ、2007年春の採択に向けて全国人民代表大会常務委員会で審議は再開された。これ以降の草案では保守派からの批判をかわすため、「憲法ももとづき本法を制定する」という文言を第1条に入れ、憲法が基本的経済システムとして明記する公有制経済の主体的地位を堅持することを重ねて規定するなどの軌道修正を図った。他方で国家、集団、私人の物権を平等に保障すると（いわゆる「三分所有権システム」）の文言も残すことで、左右両派に配慮し、バランスを微妙に取りながら、2007年3月16日の全国人大で採択された。

## 本法制定の意義
本法制定により、上述したとおり事実上でしか認められていなかった物権概念が、正式に肯定され、物権に関する一般法が設けられた意義は大きい。これまでルールが空白であったところが、本法により埋められた部分も多い。学問的には、中国の物権法体系がソ連法の法理論からドイツ・パンデクテン・システムへ接近したと評価することができる。

## 第1編「総則」について

### 物権法定主義
本法第5条は、「物権の種類および内容は、法律によって定める」と規定する。狭義の法律によらなければ物権は創設できないという、厳格な物権法定主義を採用している。ここでいう法律とは、基本法たる物権法のほか、土地法、水利法、海洋法等の特別法も含まれる。

### 物権変動と登記制度
不動産の物権の変動は原則として登記を発効要件とする（第9条第1項）。動産の物権変動は引渡を発効要件とする（第23条）。

### 物権の保護
物権の侵害がされた場合、物権確認請求権（第33条）、現物返還請求権（第34条）、妨害排除請求権（第35条）、原状回復請求権（第36条）、損害賠償請求権（第37条）等を生じさせることが明記された。このような物権的請求権が認められたことにより、物権侵害に対する保護を求める際に、契約責任や不法行為責任の請求と異なり侵害者の故意や過失の立証を必要としないと解される。また時効による消滅もないので、物権保護の強化に大きく貢献すると解され、本法の眼目となる。

## 第2編「所有権」について

### 三分所有権システム
ソ連流の民法理論では所有主体のカテゴリー別に三種類の所有権を観念するという多元的所有権制度を特徴としていた。本法制定過程でも、議論の末、この特徴が維持され、国家所有権、集団所有権、私人所有権という三種類の所有権が規定された（第5章）。前二者がいわゆる社会主義的公有制を法的に裏付けるものであり、これが国民経済の主体に位置付けられる（第3条第1項）。ただし、法文では、この三種類の所有権の平等保護が唱われ（第3条第3項、第4条）、特に国家所有権に優越的な保護が与えられているわけでない。三つの所有権の違いは、所有の対象となる財産の種類にあり、都市部の土地、天然資源、森林、草原、野生動植物、国防・社会資本などの所有権は原則、国家にのみ帰属しうる（第46条から第52条）。農村部の土地は農民集団の所有に属すとした（第58条から第60条）。本法のもとでも法律上は、およそ土地について私的所有が成立余地はない。すなわち、ソ連流の三分所有権システムを墨守するものであり、この点ではソ連法の影響がなお続いているといえる。本法が「三分所有権システム」を維持した理由は以下である。第一に、社会主義経済システムのメルクマールを公有主体であることに求めていることから、何が公有に属するかを明確にしておく必要があると考えられている。第二に、農村の土地は基本的に農民集団の集団所有、それ以外の土地は国有とするという所有の客体に対する制限が依然として維持されており、その限りでは権利の種類が違うという論理も成り立つ。いかなる意味においても私人が土地の所有権を取得する可能性はなく、せいぜい用益物権に留まるのである。

### 農村土地法の特殊構造
農村の土地について本法が定める秩序は旧ソ連にもなかった独特なものである。まず、農村の土地の所有権は農村集団構成員による集団所有に属するものとし（第58条）、集団構成員たる農民は、集団との間で土地請負契約を締結して期限付きの土地の用益物権を取得する（第125条）。耕地の場合、期限は30年とされ期限満了後も契約更新が可能としている。土地請負経営権は一定の範囲で譲渡が許されるが、許可なく非農地に転用することや、荒蕪地などを除き抵当権を設定することは認められていない（第128条、第133条）。農民の居住用の住宅用地については、宅地使用権という用益物権を用意し（第152条）、それは土地管理法等にもとづき行政的な手続きにより配分され、市場で自由に流通することは想定されていない。農民集団が土地所有権をもつと言っても、国家による収用を除いては、それを他に処分することを想定していない（第132条）。加えて、建物を建てるための用益物権である建設用地使用権は、国有土地に限ってのみ設定でき（第153条）、集団所有のままでは、建物建設のための土地利用権を設定して、それを売り出すことはできない。毛沢東の中国革命は、「耕す者に土地を」をスローガンとし、建国の前後には全国で土地改革を行い、地主から土地を取り上げ、小作農に無償で分配した。その結果、1950年代始めには中国の農民は土地を所有する自作農となった。しかし、程なく土地所有の集団化運動が展開され、1958年には人民公社にまで規模が拡大された。この過程で農民たちは「自主的に」農地を現物で出資し、合作社、高級合作社、人民公社による土地の集団所有という枠組みができた。本法が規定する土地の集団所有権および請負経営権、宅地使用権は、かつての現物出資者のなれの果てと解される。農地の非農地への転用、そして直接的な譲渡の可能性を奪われた土地所有権には経済的なうま味は乏しく、放出による利益がほとんど国に転がり込む仕組みになっている。

### 私人所有権
本法が定める第三の所有権は「私人所有権」である。この「私人所有権」の「私人」とは誰を指すのかにつき、法は定義を行っていない。複数存在した草案においては、「公民所有権」、「個人財産」「個人財産所有権」等の文言が登場し、これらの草案においては、まさに市民の個人財産に対する所有権を認めることは明白である。本法が採用した「私人」という用語が、国家および集団との対比で使われていることも明白である。だとすれば国家と集団以外の主体が「私人」ということになるのか、が問題となる。市場経済が広がる以前の中国企業はほとんどが国有か集団所有であった。この時代にはこれらの企業財産は、国有、集団所有と考えられ、これらがまさに公有制を構成していた。今日、国が出資して設立した国有企業ないし国が支配株をもつ株式会社も、国庫とは区分された独立した法人とみなされている。しかし、個々の企業を構成する不動産、動産や知的財産などの諸財産は、法人自身に帰属するはずである。第68条が「企業法人はその不動産及び動産に対して、法律、行政法規及び定款に従い占有、使用、収益及び処分をする権利を有する」と規定するとおりである。問題は、この「権利」と「私人所有権」との関係であり、それが所有権なのかどうかである。この点は逐条解説書や教科書類をみてもはっきりとした答えが見いだせず、敢えて明言を避けているかのようである。問題は、公有制を国有と集団所有からなると説明することと、経済の実態がすでに国庫とは区分された法人としての会社を主体とするものになっていることとの矛盾に起因するからと説明される。国が出資者であっても、それと独立した法人格をもつ会社を組織した以上、市場という「場」において、それはもはや「公」ではありえず、「私」に他ならない。しかし、中国の政治体制はこの市場の道理を正面から承認することができないのであり、社会主義と市場経済のカップリングを論理的に整合させることの困難の象徴である。